# Matouš Václavek
Matouš Václavek (29.  září 1842 Lhotka u Malenovic – 3. prosince 1908 Vsetín) byl moravský učitel, historik, národopisný pracovník a spisovatel.

## Život
Byl nejstarším z pěti dětí rolníka Martina Waclawka a Francisky roz. Wykoukalové. S manželkou Marií roz. Čermákovou (1839–1917) měl syna Alfreda (1874-1945) a dceru Bibianu Sovovou (1868–1965).
První vzdělání získal v obecné škole v Tečovicích. Na kroměřížském gymnáziu (1856–1865) měl na něho příznivý vliv Páter Alois Potěhník (1829–1898), kaplan z blízkých Malenovic. V Praze studoval na Filozofické fakultě Univerzity Karlovy filozofii, historii a gramatiku. Navštěvoval mimo jiné přednášky filozofa J. Dasticha, jazykovědce M. Hattaly, literárního historika J. E. Vocela, jakož i přednášky věhlasných historiků té doby: V. V. Tomka, A. Gindelyho, K. Vietze či K. Höflera.
Působil jako učitel ve Zlíně a řadu let ve Vsetíně jako ředitel. V letech (1874–1888) byl jmenován okresním inspektorem pro soudní okres Vsetín. Od roku 1888 byl ředitelem obecné a měšťanské školy chlapecké ve Vsetíně. Do výslužby byl dán r. 1907.
V r. 1874 založil Učitelský spolek okresu Vsatského (= vsetínského) a stal se jeho předsedou. Jako učitel vychoval tři generace obyvatel města Vsetína. K jeho nejznámějším žákům patřil spisovatel a novinář Jan Misárek Slavičínský (1861–1932), který se do literatury zapsal svou povídkou „U Křúpalů“.
Byl literárně činný v oborech zeměpis, dějepis a národopis. Přispíval do Kottova Česko-německého slovníku (zvláště grammaticko-fraseologického), Bartošova Dialektologického slovníku moravského a Ottova Ottova slovníku naučného. 
Jako osoba veřejně činná udržoval i Václavek čilé kontakty prostřednictvím bohaté korespondence s řadou známých osobností té doby (F. Bartoš, K. Dědic, M. Jahn, Č. Kramoliš, L. Niederle, F. Pastrnek, F. S. Procházka, A. Přikryl aj.) Součástí sbírek Muzea regionu Valašska ve Vsetíně je i Václavkova pozůstalost.

## Dílo
- Pověsti hellenské a římské. I., Pověsti hellenské (řecké) – pro mládež středních škol, zejména gymnasialní, jakož i ku poučení každého (1875)[3]
- Pověsti hellenské a římské. II., Pověsti římské – pro mládež středních škol, zejména gymnasialní, jakož i ku poučení každého (1875)[4]
- Rukopis Kralodvorský a Zelenohorsky [sic] – nejdrahocennější jeho zpěvy za rukověť učitelům měšťanských škol, jakož i učitelům vyšších tříd škol obecných a čekatelům učitelským (1877)[5]
- Dějiny města Vsetína a okresu vsackého (1881)[3]
- Markrabství Moravské (1882–1885)[6]
- Hejtmanství Valašsko-Meziříčské: historicko-topografický nástin (1883)[7]
- Stručné dějiny moravské (1886)[8]
- Moravské Valašsko (1887)[9]
- Náš Císař Pán František Josef první: příběhy života Jeho na oslavu 40letého jubilea panovnického – mládeži české (1888)[10]
- Pohádky a pověsti z moravského Valašska – illustroval Karel L. Thuma (1888–1889)[11]
- Miluj vlasť!: obrázky dějepisné ze starého věku. Čásť první – dospělejší mládeži (1890)[12]
- Valašská svatba: její zvyky a obyčeje (1892)[13]
- Moravské Valašsko: lidopisné obrazy příspěvkem ke kulturním dějinám českým. Díl 1 – (1894)[14]
- Kratičký zeměpis markrabství Moravského: (čásť topografická) – pro žáky obecných a měšťanských šol (1895)[15]
- Gratulant: sbírka přání k Novému roku, jmeninám, narozeninám a jiným příležitostem – mládeži české (1895)[16]
- Kratičké dějiny markrabství moravského – pro žáky obecných a měšťanských škol (1896)[17]
- Stručný zeměpis říše Rakousko-Uherské: pro vyšší stupně obecných škol (1896)[18]
- Úvod do zeměpisu markrabství Moravského: pro žáky obecných a měšťanských škol (1896)[19]
- Několik pohádek a pověstí z moravského Valašska (1897)[20]
- Adresář a popis Valašska (1898)[21]
- Hejtmanství Valašsko-Meziříčské: historicko-topografický nástin (1898)[22]
- Náš císař pán František Josef první – příběhy života jeho na oslavu 50 let. jubilea panovnického mládeži české (1898)[23]
- Nezabudky: sebrané a pozůstalé básně: s podobiznou spisovatele a nástinem životopisným, jejž načrtl G. J. Lašek a M. Václavek – Alois Potěhník. (1899)[24]
- Dějiny města Vsetína a okresu Vsackého (1901)[25]
- Děti na Moravském Valašsku: jejich hry a jiné zábavy – illustroval Karel L. Thuma (1902)
- Z kouzelných říší – výbor pohádek a pověstí ze sbírek vlastních a cizích české mládeži (1904–1905)
- Vlastivěda moravská. II., Místopis Moravy. Díl III. místopisu, Jičínský kraj. Čís. 71, Vsatský okres (1909)[26]